# بورقيبية

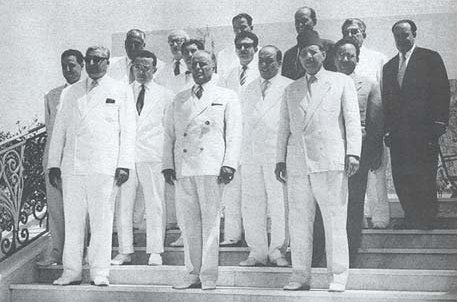

تشير البورقيبية إلى سياسات الحبيب بورقيبة، أول رئيس ل‍تونس، وأتباعه.
يتم تعريف البورقيبية من خلال التزام قوي بالاستقلال الوطني والقومية التونسية على وجه التحديد (على عكس أفكار الوحدة المغاربية أو العربية، بالنظر إلى أن تونس لم تكن لتلعب سوى دور ثانوي في مشروع عمومي، والذي من المرجح أن تهيمن عليه مصر)، نهج رأسمالي للدولة حول التنمية الاقتصادية، ودولة الرفاه، وتفسير داعم ل‍سيطرة الدولة ونقابي للشعبوية، والعلمانية الصارمة، والحداثة الثقافية، والدعوة إلى مكان تونس كجسر بين الحضارة العربية-الإسلامية والغربية. البورقيبية مسؤولة عن قوانين الزواج الحديثة في تونس، فضلا عن دور المرأة القوي نسبيا في الاقتصاد والمجتمع والعمل. في حين أدان البورقيبيون، التونسيين الذين تعاونوا مع الحكام الاستعماريين الفرنسيين، إلا أنهم لم يقوموا بقمع التأثير الثقافي الأوروبي القوي على تونس واستمرت الفرنسية في أن تكون لغة التعليم العالي وثقافة النخبة. توصف البورقيبية أحيانا بأنها مجموعة متنوعة من الكمالية ولكن مع التركيز على الهوية التونسية.
كأسلوب أو إستراتيجية سياسية، تتميز البورقيبية بالتعنت في السعي لتحقيق أهداف معينة ومبادئ غير قابلة للتفاوض جنبا إلى جنب مع المرونة في المفاوضات والاستعداد لتقديم تنازلات مع النظر في وسائل تنفيذها. ولذلك توصف بأنها براغماتية، غير إيديولوجية، معتدلة، تسير خطوة بخطوة بدلاً من كونها ثورية، لكنها مصممة ودؤوبة في نفس الوقت. على سبيل المثال، على الرغم من كونه علمانيًا بلا جدال، حرص بورقيبة على تقليص الدور العام للإسلام بعناية وبالتدريج فقط، من أجل عدم إثارة معارضة المسلمين المحافظين.

## أحزاب سياسية مع مناهج عمل بورقيبية
- الحزب الحر الدستوري الجديد/الحزب الاشتراكي الدستوري/التجمع الدستوري الديمقراطي (1934–2011)
- نداء تونس (2012–)
- الحزب الدستوري الحر (2013–)
- مشروع تونس (2016–)
- تحيا تونس (2019–)

## قراءات أخرى
- Brown، L. Carl (2001). "Bourguiba and Bourguibism Revisited: Reflections and Interpretation". Middle East Journal. ج. 55 ع. 1: 43–57.